# Gran Premio d'Italia 1979
Il Gran Premio d'Italia 1979 è stata la tredicesima prova della stagione 1979 del Campionato mondiale di Formula 1. Si è corsa domenica 9 settembre 1979 sul Circuito di Monza. La gara è stata vinta dal sudafricano Jody Scheckter su Ferrari; per il vincitore si trattò del decimo ed ultimo successo in carriera. Ha preceduto sul traguardo il canadese Gilles Villeneuve anch'egli su Ferrari e lo svizzero Clay Regazzoni su Williams-Ford Cosworth.
In forza di questi risultati Jody Scheckter si laureò per la prima, e unica, volta campione del mondo piloti e la Scuderia Ferrari si aggiudicò per la sesta volta la Coppa Costruttori. Il Gran Premio d'Italia venne premiato, per la prima volta, col Race Promoters' Trophy, quale gran premio meglio organizzato nella stagione.

## Vigilia

### Controversie

Vittorio Brambilla tornò a Monza dopo l'incidente alla partenza dell'edizione 1978, al volante dell'Alfa Romeo.

Il 26 ottobre 1978 l'Automobile Club di Bologna annunciò l'accordo con Bernie Ecclestone, capo della FOCA, per la disputa di un Gran Premio sul Circuito di Imola, per tre stagioni. L'annuncio venne criticato dall'ACI, che si considerava l'unico soggetto intitolato per chiudere un tale accordo, così come dalla Commissione Sportiva Internazionale, unico ente predisposto per l'omologazione dei circuiti. Ecclestone giustificò la scelta, che avrebbe eliminato il Circuito di Monza dal calendario, non essendo previsti due Gran Premi in Italia, con la scarsa qualità delle strutture del tracciato brianzolo e dalla mancata progettazione dei lavori richiesti. L'altro circuito in cui era possibile organizzare un Gran Premio, quello del Mugello non aveva una pista considerata larga a sufficienza.
La pista di Imola, però, non era ancora un tracciato permanente e mancava di omologazione. La CSI inoltre comunicò che la scelta definitiva della sede sarebbe spettata all'ACI. Poco dopo l'annuncio un gruppo di cittadini imolesi propose un esposto alla Procura della Repubblica di Bologna contro la trasformazione del tracciato in un circuito permanente.
Il presidente dell'ACI, Filippo Carpi de Resmini, ribadì la scelta del suo ente per far disputare il Gran Premio a Monza, accusando Ecclestone di voler gestire in proprio il Gran Premio d'Italia. Il 2 dicembre venne inaugurato il Circuito di Imola nella sua configurazione permanente; il presidente dell'AC Bologna, Giancarlo Jovi, affermò la volontà di rispettare il contratto firmato con la FOCA e la volontà di ospitare un Gran Premio valido per il mondiale, anche senza l'intitolazione di Gran Premio d'Italia. Venne poi ipotizzata la possibilità che in uno dei due autodromi potesse essere organizzata una gara non valida per il campionato.
Il 13 aprile 1979 vi fu un accordo per tenere il Gran Premio d'Italia a Monza e svolgere una gara fuori campionato a Imola, che a sua volta, avrebbe ospitato il Gran Premio nazionale nel 1980. L'accordo venne criticato dall'AC Firenze, che avrebbe voluto l'inserimento anche dell'Autodromo del Mugello nell'alternanza fra circuiti e dalla Commissione Sportiva Automobilistica Italiana, che si considerava l'unico ente intitolato per la scelta e che appoggiò la proposta dell'AC Firenze. Questa possibile alternanza a tre circuiti venne bocciata dalla FOCA.
Il 28 giugno Bernie Ecclestone visitò l'Autodromo nazionale di Monza e dette il benestare alle modifiche proposte dagli organizzatori al fine di rendere più sicura la pista. Ciò permise di confermare la disputa del Gran Premio d'Italia sulla pista brianzola. L'Autodromo nazionale di Monza venne visitato a luglio dal delegato tecnico della FISA Robert Langford, che ne confermò l'omologazione per tre anni. Ciò garantiva definitivamente la possibilità di disputare il Gran Premio d'Italia sul circuito monzese.
In agosto venne raggiunto l'accordo definitivo tra la FOCA e gli organizzatori di Imola per lo svolgimento del Gran Premio non valido per il campionato, da tenersi la settimana successiva a quello d'Italia.
La decisione degli organizzatori di non consentire agli spettatori di erigere delle tribune provvisorie dal quale poter vedere il Gran Premio provocò delle forti proteste, tanto che alcuni spettatori minacciarono di boicottare la corsa con il lancio di bottiglie sulla pista. Vi fu anche una telefonata anonima che annunciava la presenza di un ordigno in Autodromo.

### Sviluppi futuri
In una conferenza stampa tenuta a Monza dal presidente della FISA Jean-Marie Balestre, anche a nome della FOCA, venne annunciato che tutti i gran premi svolti nel 1979 erano stati confermati anche per il 1980, e che la Federazione aveva accettato le richieste provenienti dal Messico e da Las Vegas per la tenuta di due nuovi gran premi. Per il 1980 si era inoltre deciso di modificare il sistema degli scarti per il calcolo della classifica piloti: sarebbero stati validi i 5 migliori risultati di ogni metà stagione. Si decise di concedere due sessioni di prove libere di un'ora e mezza al mattino nei due giorni precedenti al gran premio, con prove ufficiali di un'ora al pomeriggio, per ciascuna giornata. Infine la FISA annunciò la tenuta di un congresso tra il 15 e 20 ottobre nel quale stabilire le regole in merito ai motori, stante la presa di posizione della Bpica (l'associazione che legava i costruttori di automobili) che si era definita contraria a ogni limitazione dei motori turbo o a V12.
La Renault annunciò la riconferma, anche per la stagione 1980, dei suoi piloti René Arnoux e Jean-Pierre Jabouille. Vincenzo Osella indicò la volontà di esordire con la sua Osella Corse nel mondiale di F1 dalla stagione 1980. Quale pilota si prospettò l'impiego di Clay Regazzoni. La casa torinese si affidò agli pneumatici Goodyear, anche se era stata inizialmente avvicinata alla Pirelli.

### Analisi per il campionato piloti
Il regolamento del campionato prevedeva che valessero solo i migliori quattro risultati delle ultime 8 gare del campionato. Per tale ragione, matematicamente, solo Jody Scheckter (a 44 punti), Jacques Laffite (a 36) e Gilles Villeneuve (a 32) potevano ancora aggiudicarsi il titolo piloti. Alan Jones, che aveva due punti più del canadese, aveva però già ottenuto trenta punti nella seconda parte del campionato, sui 36 massimi teoricamente disponibili: essendo staccato di 10 punti dal leader del campionato, Scheckter, era matematicamente escluso dalla lotta per l'iride. Stesso discorso per Clay Regazzoni: il ticinese, avendo ottenuto solo 6 punti nella prima fase, avrebbe potuto chiudere il mondiale a non più di 42 punti.
| Pos | Pilota            | Punti validi | Punti nella prima fase | Punti seconda fase | Punti seconda fase | Punti seconda fase | Punti seconda fase | Punti seconda fase | Tot. seconda fase | Punti max teorici seconda fase | Punti max teorici totali |
| --- | ----------------- | ------------ | ---------------------- | ------------------ | ------------------ | ------------------ | ------------------ | ------------------ | ----------------- | ------------------------------ | ------------------------ |
| Pos | Pilota            | Punti validi | Punti nella prima fase |                    |                    |                    |                    |                    | Tot. seconda fase | Punti max teorici seconda fase | Punti max teorici totali |
| 1   | Jody Scheckter    | 44           | 30                     | -                  | 2                  | 3                  | 3                  | 6                  | 14                | 33                             | 66                       |
| 2   | Jacques Laffite   | 36           | 24                     | -                  | -                  | 4                  | 4                  | 4                  | 12                | 31                             | 55                       |
| 3   | Alan Jones        | 34           | 4                      | 3                  | -                  | 9                  | 9                  | 9                  | 30                | 36                             | 40                       |
| 4   | Gilles Villeneuve | 32           | 20                     | 6                  | -                  | -                  | 6                  | -                  | 12                | 33                             | 53                       |
| 5   | Clay Regazzoni    | 24           | 6                      | 1                  | 9                  | 6                  | 2                  | -                  | 18                | 36                             | 42                       |

Jody Scheckter si sarebbe aggiudicato il titolo se avesse vinto e Jacques Laffite non fosse giunto secondo. In tal caso infatti il sudafricano sarebbe andato a 51 punti (ai 44 punti sarebbero stati aggiunti 9 punti ma sarebbero stati scartati i due punti ottenuti a Silverstone), mentre Laffite, se fosse giunto terzo sarebbe salito a 40 punti, ma al termine della stagione, anche se avesse vinto le due restanti gare, avrebbe ottenuto solo 50 punti validi, dovendo scartare, in quel caso, otto punti, ovvero due dei terzi posti ottenuti. Se il sudafricano fosse giunto secondo invece sarebbe salito a 48 punti (ai 44 punti si sarebbero aggiunti 6 ma sarebbe sempre stato scartato il risultato di Silverstone), mentre Laffite avrebbe potuto ancora chiudere a 50, indipendentemente dal risultato di Monza.

### Analisi per il campionato costruttori
A differenza della classifica per i piloti quella per la Coppa Costruttori non prevedeva scarti, ma sommava i punti ottenuti dalle migliori due vetture che fossero giunte al traguardo. La Scuderia Ferrari, alla vigilia della gara, guidava la classifica con diciannove punti di margine sulla Ligier, 22 sulla Williams e 43 sulla Lotus, con ancora un massimo di 45 punti da conquistare per ciascuna scuderia.
La casa di Maranello, per aggiudicarsi per la sesta volta la Coppa Costruttori, doveva conquistare nella gara di Monza un margine di 30 punti sulla Ligier, 31 sulla Williams (visto che la casa britannica avrebbe potuto ancora superare coi piazzamenti la casa italiana a parità di punti) e manterne almeno 30 in più della Lotus.
In caso di doppietta la Ferrari sarebbe passata a 95 punti; la Ligier non avrebbe dovuto conquistare più di quattro punti, la Williams non avrebbe dovuto conquistarne più di 6, mentre la Lotus sarebbe stata matematicamente impossibilitata a raggiungere in classifica la Ferrari se la casa italiana avesse ottenuto un primo o un secondo posto, indipendentemente dal risultato dell'altra vettura di Maranello.
Con un primo e un terzo posto la Ferrari sarebbe passata a 93 punti, in tal caso la Ligier non avrebbe dovuto fare più di due punti e la Williams non più di quattro. Se la Ferrari avesse vinto e ottenuto un quarto o un quinto posto Ligier e Williams avrebbero dovuto conquistare un punto in meno, a scalare, rispetto l'ipotesi precedente.
Se la Ferrari non avesse vinto, oppure se avesse vinto e l'altra monoposto fosse giunta sesta o peggio, avrebbe ottenuto non più di dieci punti, cosa che non avrebbe eliminato matematicamente la Ligier.

### Aspetti tecnici
Venne ampliata la zona dei parcheggi sul retro del paddock e vennero costruiti nuovi box. La corsia dei box stessa venne ampliata a 11 metri di larghezza, contro i 9 precedenti. Sul rettilineo di partenza, onde evitare possibili imbottigliamenti al via, come accaduto nel tragico Gran Premio d'Italia 1978, dovuti al taglio da parte dei piloti della linea bianca che delimitava il tracciato, vennero inseriti nell'asfalto dei piccoli coni di gomma. Nel regolamento della gara venne anche stabilito che chi avesse superato la linea sarebbe stato penalizzato di un minuto. Vennero poi ampliate parti della pista, come la prima chicane, e molte vie di fuga, sia alla Curva Grande che alle Lesmo. Nei punti più pericolosi vennero anche sistemate della barriere fatte con gli pneumatici, per meglio assorbire gli eventuali impatti delle vetture contro il guardrail. Vennero infine abbattute delle piante alla Ascari per garantire maggiore visibilità e la stessa banchina venne arretrata.
Le modifiche al tracciato vennero giudicate positivamente dai piloti: Clay Regazzoni, nel corso di alcuni test della Goodyear effettuati a metà agosto, affermò che la pista risultava più aperta e paddock e box più adeguati. Il ticinese, come Alan Jones, sollevò perplessità solo sull'altezza dei cordoli alla Seconda di Lesmo.
La Wolf utilizzò il modello WR8, mentre la Brabham presentò ancora delle vetture motorizzate dall'Alfa Romeo. Il pilota messicano Héctor Rebaque, che fino a quel momento aveva utilizzato per la sua scuderia una Lotus 79, fece esordire la vettura che portava il suo nome, la Rebaque HR100, costruita con l'appoggio della Penske. La Ferrari fornì a entrambi i piloti sia la vecchia che la nuova versione della 312 T4.

### Aspetti sportivi
Si rivide, dopo quattro gare d'assenza, l'Alfa Romeo, che iscrisse due vetture: il nuovo modello 179 per Bruno Giacomelli e il vecchio 177 per Vittorio Brambilla, che tornava alle gare dopo un anno dall'incidente del 1978, avvenuto proprio a Monza. Purtroppo già i tempi nelle qualifiche dii ben oltre 3 secondi più alti dalle prime file mostrarono la poca competitività tecnologica di entrambe le monoposto milanesi All'Ensign fu il turno dello svizzero Marc Surer, all'esordio in Formula 1, ancora in lotta nel campionato di Formula 2.
I prezzi dei biglietti per assistere alla gara andavano dalle 50.000 lire per la Tribuna Centrale alle 7.000 per il prato.

## Qualifiche

### Resoconto

René Arnoux fu il più veloce, nella sessione di qualifiche del venerdì.

Nella prima giornata di prove ufficiali il più rapido fu René Arnoux su Renault, che chiuse in 1'34"70, tempo di ben tre secondi e un decimo più basso di quello fatto segnare da Mario Andretti nel 1978, e di quasi un secondo e mezzo inferiore a quello di Gilles Villeneuve (1'36"1), ottenuto nelle prove effettuate la settimana precedente il gran premio. Il francese precedette Alan Jones di due decimi. Terzo, molto vicino a Jones, chiuse Villeneuve. Il leader della classifica mondiale, Jody Scheckter, chiuse col quinto tempo, mentre Jacques Laffite, suo principale inseguitore, era solo decimo. Le Ferrari riscontrarono però un degrado eccessivo delle "minigonne" dovuto all'asfalto particolarmente abrasivo del circuito. Héctor Rebaque, che faceva debuttare la sua vettura, non poté prendere parte alle prove per un problema di messa a punto.
Al sabato Arnoux venne battuto dal compagno di scuderia Jean-Pierre Jabouille che chiuse in 1'34"580, ottenendo così la quarta pole position nel mondiale. Arnoux completò la prima fila tutta per la Renault. Jody Scheckter conquistò il terzo tempo, precedendo Jones di meno di un decimo. Gli altri due piloti di Ferrari e Williams, Villeneuve e Regazzoni, ottennero la terza fila. Jacques Laffite fu settimo. Arnoux ruppe un motore, mentre Jabouille uscì all'Ascari e distrusse parzialmente la sua vettura, tanto da dover utilizzare il muletto per la gara. Elio De Angelis ruppe un semisasse sulla sua Shadow e fu costretto a utilizzare la vettura del suo compagno di scuderia Jan Lammers. De Angelis ottenne l'ultimo tempo valido per partecipare al gran premio, anche se inizialmente, tale tempo era stato attribuito al suo compagno di scuderia.

### Risultati
Nella sessione di qualifica si è avuta questa situazione:
| Pos | Nº | Pilota                | Costruttore              | Tempo    | Griglia |
| --- | -- | --------------------- | ------------------------ | -------- | ------- |
| 1   | 15 | Jean-Pierre Jabouille | Renault                  | 1'34"580 | 1       |
| 2   | 16 | René Arnoux           | Renault                  | 1'34"704 | 2       |
| 3   | 11 | Jody Scheckter        | Ferrari                  | 1'34"830 | 3       |
| 4   | 27 | Alan Jones            | Williams-Ford Cosworth   | 1'34"914 | 4       |
| 5   | 12 | Gilles Villeneuve     | Ferrari                  | 1'34"989 | 5       |
| 6   | 28 | Clay Regazzoni        | Williams-Ford Cosworth   | 1'35"333 | 6       |
| 7   | 26 | Jacques Laffite       | Ligier-Ford Cosworth     | 1'35"443 | 7       |
| 8   | 6  | Nelson Piquet         | Brabham-Alfa Romeo       | 1'35"587 | 8       |
| 9   | 5  | Niki Lauda            | Brabham-Alfa Romeo       | 1'36"219 | 9       |
| 10  | 1  | Mario Andretti        | Lotus-Ford Cosworth      | 1'36"665 | 10      |
| 11  | 25 | Jacky Ickx            | Ligier-Ford Cosworth     | 1'37"114 | 11      |
| 12  | 3  | Didier Pironi         | Tyrrell-Ford Cosworth    | 1'37"181 | 12      |
| 13  | 2  | Carlos Reutemann      | Lotus-Ford Cosworth      | 1'37"202 | 13      |
| 14  | 8  | Patrick Tambay        | McLaren-Ford Cosworth    | 1'37"231 | 14      |
| 15  | 9  | Hans-Joachim Stuck    | ATS-Ford Cosworth        | 1'37"297 | 15      |
| 16  | 4  | Jean-Pierre Jarier    | Tyrrell-Ford Cosworth    | 1'37"581 | 16      |
| 17  | 29 | Riccardo Patrese      | Arrows-Ford Cosworth     | 1'37"674 | 17      |
| 18  | 35 | Bruno Giacomelli      | Alfa Romeo               | 1'38"053 | 18      |
| 19  | 7  | John Watson           | McLaren-Ford Cosworth    | 1'38"093 | 19      |
| 20  | 14 | Emerson Fittipaldi    | Fittipaldi-Ford Cosworth | 1'38"136 | 20      |
| 21  | 30 | Jochen Mass           | Arrows-Ford Cosworth     | 1'38"163 | 21      |
| 22  | 36 | Vittorio Brambilla    | Alfa Romeo               | 1'38"601 | 22      |
| 23  | 20 | Keke Rosberg          | Wolf-Ford Cosworth       | 1'38"854 | 23      |
| 24  | 18 | Elio De Angelis       | Shadow-Ford Cosworth     | 1'39"149 | 24      |
| NQ  | 17 | Jan Lammers           | Shadow-Ford Cosworth     | 1'39"313 | NQ      |
| NQ  | 22 | Marc Surer            | Ensign-Ford Cosworth     | 1'40"821 | NQ      |
| NQ  | 24 | Arturo Merzario       | Merzario-Ford Cosworth   | 1'42"002 | NQ      |
| NQ  | 31 | Héctor Rebaque        | Rebaque-Ford Cosworth    | 1'42"769 | NQ      |

## Gara

### Resoconto

Jody Scheckter festeggia vittoria e titolo mondiale al termine della gara; assieme a lui, sul podio, l'altro ferrarista Gilles Villeneuve.

Poco prima del giro di ricognizione i meccanici della Ferrari si accorsero di una perdita di liquido dall'impianto frenante della vettura di Jody Scheckter: decisero perciò di cambiare un caliper difettoso.
Jody Scheckter conquistò subito il comando seguito da René Arnoux, Gilles Villeneuve, Jacques Laffite (partito settimo), Jean-Pierre Jabouille, Clay Regazzoni, Nelson Piquet (partito ottavo) e Mario Andretti (partito decimo). Alan Jones, autore di una cattiva partenza, per un problema all'accensione, era solo ventesimo. L'australiano si fermò al box al termine del primo giro, ripartendo con due giri di ritardo.
Al secondo giro uscì di pista Nelson Piquet, e abbandonò la gara, mentre Arnoux passò Scheckter. Al termine del gran premio Piquet accusò Regazzoni di averlo costretto a uscire di pista: il ticinese ribatté alle accuse.
Arnoux comandò il plotone fino al giro 12, poi, a causa di un problema al motore, dovette dare via libera agli inseguitori, fino al ritiro, due giri dopo.
Ora era in testa di nuovo Scheckter, davanti a Gilles Villeneuve, Jacques Laffite, Jabouille, Regazzoni e Lauda. Al giro 24 Regazzoni conquistò una posizione su Jabouille. Dalle retrovie intanto stava facendosi largo Bruno Giacomelli che, dopo aver passato Mario Andretti, si pose all'inseguimento di Lauda. La gara del bresciano terminò al ventottesimo giro per un'uscita di pista.
Al giro 42 Jacques Laffite ebbe un problema col pedale del freno che urtava quello della frizione. A una staccata rimase bloccato quest'ultimo, tanto che il motore della Ligier andò fuori uso, costringendo il francese al ritiro.
Negli ultimi giri Villeneuve, ancora in lizza per il mondiale, non attaccò Scheckter, che così vinse per la decima, e ultima, volta nel mondiale. La Ferrari conquistò la prima doppietta a Monza dai tempi del Gran Premio d'Italia 1966. Il sudafricano si aggiudicò il mondiale piloti e la Scuderia Ferrari vinse la Coppa costruttori per la sesta volta. La Michelin otteneva i suoi primi titoli iridati. Terzo arrivò Clay Regazzoni, quarto Niki Lauda che tornava a punti dopo nove gare, quinto Andretti, sesto Jarier.

### Risultati
I risultati del gran premio furono i seguenti:
| Pos | No | Pilota                | Costruttore              | Giri | Tempo/Ritiro | Pos. Griglia | Punti |
| --- | -- | --------------------- | ------------------------ | ---- | ------------ | ------------ | ----- |
| 1   | 11 | Jody Scheckter        | Ferrari                  | 50   | 1h22'00"22   | 3            | 9     |
| 2   | 12 | Gilles Villeneuve     | Ferrari                  | 50   | +0"46        | 5            | 6     |
| 3   | 28 | Clay Regazzoni        | Williams-Ford Cosworth   | 50   | +4"78        | 6            | 4     |
| 4   | 5  | Niki Lauda            | Brabham-Alfa Romeo       | 50   | +54"40       | 9            | 3     |
| 5   | 1  | Mario Andretti        | Lotus-Ford Cosworth      | 50   | +59"70       | 10           | 2     |
| 6   | 4  | Jean-Pierre Jarier    | Tyrrell-Ford Cosworth    | 50   | +1'01"55     | 16           | 1     |
| 7   | 2  | Carlos Reutemann      | Lotus-Ford Cosworth      | 50   | +1'24"14     | 13           |       |
| 8   | 14 | Emerson Fittipaldi    | Fittipaldi-Ford Cosworth | 49   | +1 giro      | 20           |       |
| 9   | 27 | Alan Jones            | Williams-Ford Cosworth   | 49   | +1 giro      | 4            |       |
| 10  | 3  | Didier Pironi         | Tyrrell-Ford Cosworth    | 49   | +1 giro      | 12           |       |
| 11  | 9  | Hans-Joachim Stuck    | ATS-Ford Cosworth        | 49   | +1 giro      | 15           |       |
| 12  | 36 | Vittorio Brambilla    | Alfa Romeo               | 49   | +1 giro      | 22           |       |
| 13  | 29 | Riccardo Patrese      | Arrows-Ford Cosworth     | 47   | +3 giri      | 17           |       |
| 14  | 15 | Jean-Pierre Jabouille | Renault                  | 45   | Motore       | 1            |       |
| Rit | 26 | Jacques Laffite       | Ligier-Ford Cosworth     | 41   | Motore       | 7            |       |
| Rit | 20 | Keke Rosberg          | Wolf-Ford Cosworth       | 41   | Motore       | 23           |       |
| Rit | 25 | Jacky Ickx            | Ligier-Ford Cosworth     | 40   | Motore       | 11           |       |
| Rit | 18 | Elio De Angelis       | Shadow-Ford Cosworth     | 33   | Frizione     | 24           |       |
| Rit | 35 | Bruno Giacomelli      | Alfa Romeo               | 28   | Testacoda    | 18           |       |
| Rit | 16 | René Arnoux           | Renault                  | 13   | Motore       | 2            |       |
| Rit | 7  | John Watson           | McLaren-Ford Cosworth    | 13   | Incidente    | 19           |       |
| Rit | 8  | Patrick Tambay        | McLaren-Ford Cosworth    | 3    | Motore       | 14           |       |
| Rit | 30 | Jochen Mass           | Arrows-Ford Cosworth     | 3    | Sospensione  | 21           |       |
| Rit | 6  | Nelson Piquet         | Brabham-Alfa Romeo       | 1    | Incidente    | 8            |       |
| NQ  | 17 | Jan Lammers           | Shadow-Ford Cosworth     |      |              |              |       |
| NQ  | 22 | Marc Surer            | Ensign-Ford Cosworth     |      |              |              |       |
| NQ  | 24 | Arturo Merzario       | Merzario-Ford Cosworth   |      |              |              |       |
| NQ  | 31 | Héctor Rebaque        | Rebaque-Ford Cosworth    |      |              |              |       |

## Classifiche

### Piloti
| Pos. | Pilota                | Punti |
| ---- | --------------------- | ----- |
| 1    | Jody Scheckter        | 51    |
| 2    | Gilles Villeneuve     | 38    |
| 3    | Jacques Laffite       | 36    |
| 4    | Alan Jones            | 34    |
| 5    | Clay Regazzoni        | 27    |
| 6    | Patrick Depailler     | 20    |
| 7    | Carlos Reutemann      | 20    |
| 8    | Jean-Pierre Jarier    | 14    |
| 9    | Mario Andretti        | 14    |
| 10   | John Watson           | 13    |
| 11   | René Arnoux           | 11    |
| 12   | Jean-Pierre Jabouille | 9     |
| 13   | Didier Pironi         | 8     |
| 14   | Niki Lauda            | 4     |
| 15   | Nelson Piquet         | 3     |
| 16   | Jacky Ickx            | 3     |
| 17   | Jochen Mass           | 3     |
| 18   | Riccardo Patrese      | 2     |
| 19   | Emerson Fittipaldi    | 1     |

### Costruttori
| Pos. | Team                     | Punti |
| ---- | ------------------------ | ----- |
| 1    | Ferrari                  | 95    |
| 2    | Williams-Ford Cosworth   | 62    |
| 3    | Ligier-Ford Cosworth     | 61    |
| 4    | Lotus-Ford Cosworth      | 39    |
| 5    | Tyrrell-Ford Cosworth    | 22    |
| 6    | Renault                  | 20    |
| 7    | McLaren-Ford Cosworth    | 13    |
| 8    | Brabham-Alfa Romeo       | 7     |
| 9    | Arrows-Ford Cosworth     | 5     |
| 10   | Fittipaldi-Ford Cosworth | 1     |